# مقاطعة هورون (أوهايو)
مقاطعة هيرن (بالإنجليزية: Huron County)‏ هي إحدى مقاطعات ولاية أوهايو في الولايات المتحدة الأمريكية.

## أعلام
- هنري بكنغهام
- إيزكيل سيلاس سامبسون
- افرايم شاي
- كليفورد إف. براون